# Heptacordio
Un heptacordio es en la teoría de la música, y como lo es en las matemáticas, una colección de objetos de siete sonidos. El término proviene, como la mayoría de los términos musicales, de la antigua Grecia.

## Definición
En la teoría de conjuntos musicales el plazo es tradicionalmente aplicado más a menudo a colecciones de campos o clases de tonos, pero los teóricos han extendido su uso a otros tipos de entidades musicales, de modo que uno puede hablar de conjuntos de duraciones o timbres, por ejemplo.
Un conjunto no necesariamente debe poseer una estructura adicional, como un ordenado o permutación. No obstante, es importante considerar que los conjuntos están equipados con una relación de orden (llamado segmentos); en tales contextos, los conjuntos son a menudo referidos a desordenados, por el énfasis.
Dos elementos se llaman díada, tres elementos tricordio (ocasionalmente "tríadas"). Conjuntos más altos se llaman tetracordio (o tétrada), pentacordio (o péntada), hexacordio (o héxada), heptacordio (héptadas), octacordio (óctadas), eneacordio (éneadas), decacordio (décadas), undecacordio, y, finalmente, el dodecacordio. He aquí un ejemplo
No se admite la reproducción de audio en este navegador. Se puede descargar el archivo de audio.
Esto puede ser representado numéricamente con los enteros 0 a 11:
```
0 11 3 4 8 7 9 5 6 1 2 10
```

Ejemplo de la ecuación
```
 3 11 0 retrógrado, intervalo-cuerda = <-4 +1> mod 12
  
 3 7 6 inverso, intervalo-cuerda = <+4 -1> mod 12
+ 1 1 1
  ------
= 4 8 7
```

## Lecturas relacionadas
- Schuijer, Michiel (2008). Analizando la Música Atonal